# Clus
Clus is een rondom twee kloosters gelegen gehucht in de Duitse gemeente Bad Gandersheim, deelstaat Nedersaksen, en telt iets meer dan 100 inwoners. Het vormt bestuurlijk één stadsdeel met Brunshausen, dat eigenlijk een noordelijk stadswijkje van Bad Gandersheim is. Clus zelf ligt circa 3 km ten noordwesten van dit stadje.

## Bezienswaardigheden
- Het klooster Brunshausen, gelegen tussen Clus en Bad Gandersheim, dateert van de 9e eeuw. Dit klooster, dat deels nog in de oorspronkelijke staat bewaard is gebleven, en de bijbehorende voormalige kloosterkerk, herbergen een omvangrijk museum met de naam Portal zur Geschichte (Portaal naar de geschiedenis). Het uit de stichtskerk van Bad Gandersheim verwijderde Bartholomeüs-altaar uit 1520 behoort tot de collectie kerkelijke kunst van het museum. Het museumgedeelte in de voormalige kerk heeft 'sterke vrouwen' als thema.
- Van klooster Brunshausen leidt een 12 km lange beeldenroute (wandel- en fietspad met sculpturen e.d. erlangs over een voormalig spoorlijntje) noordwaarts naar Lamspringe met zijn kloostercomplex.
- Het klooster van Clus dateert van 1124 en de kloosterkerk van 1127. De kloosterkerk in Clus is zeer bezienswaardig.

## Afbeeldingen

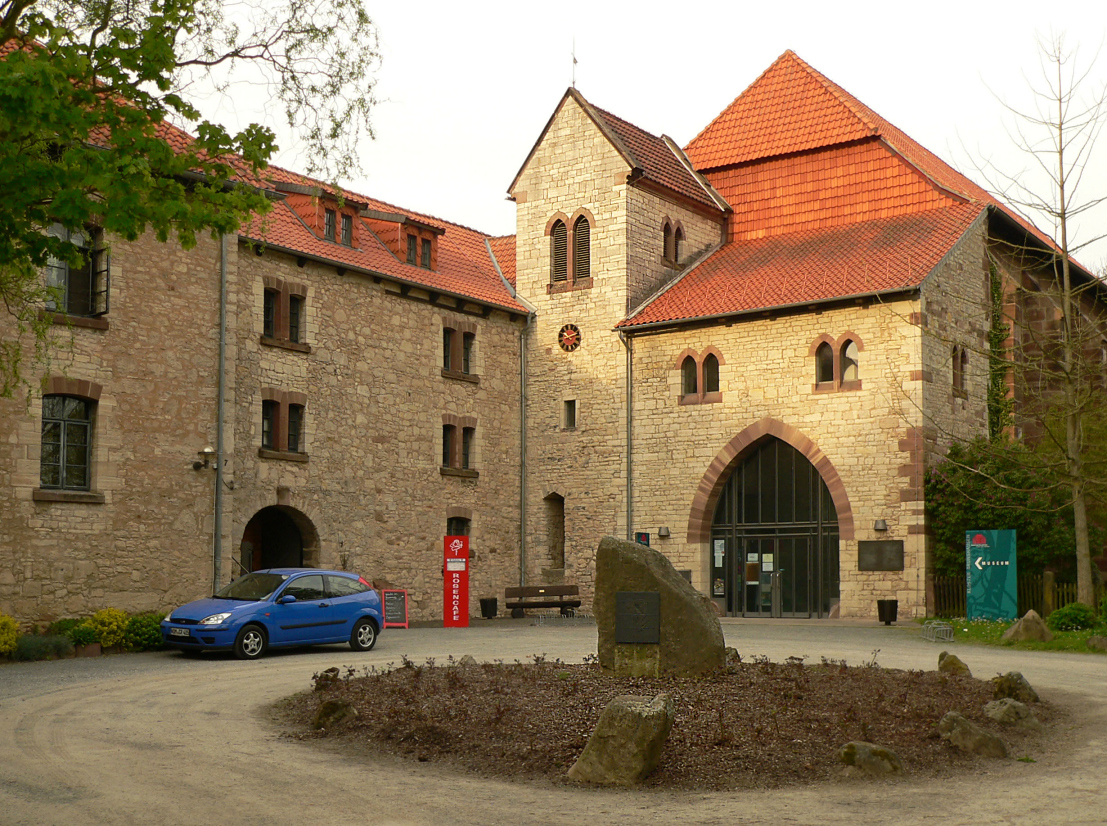
Ingang Klooster Brunshausen
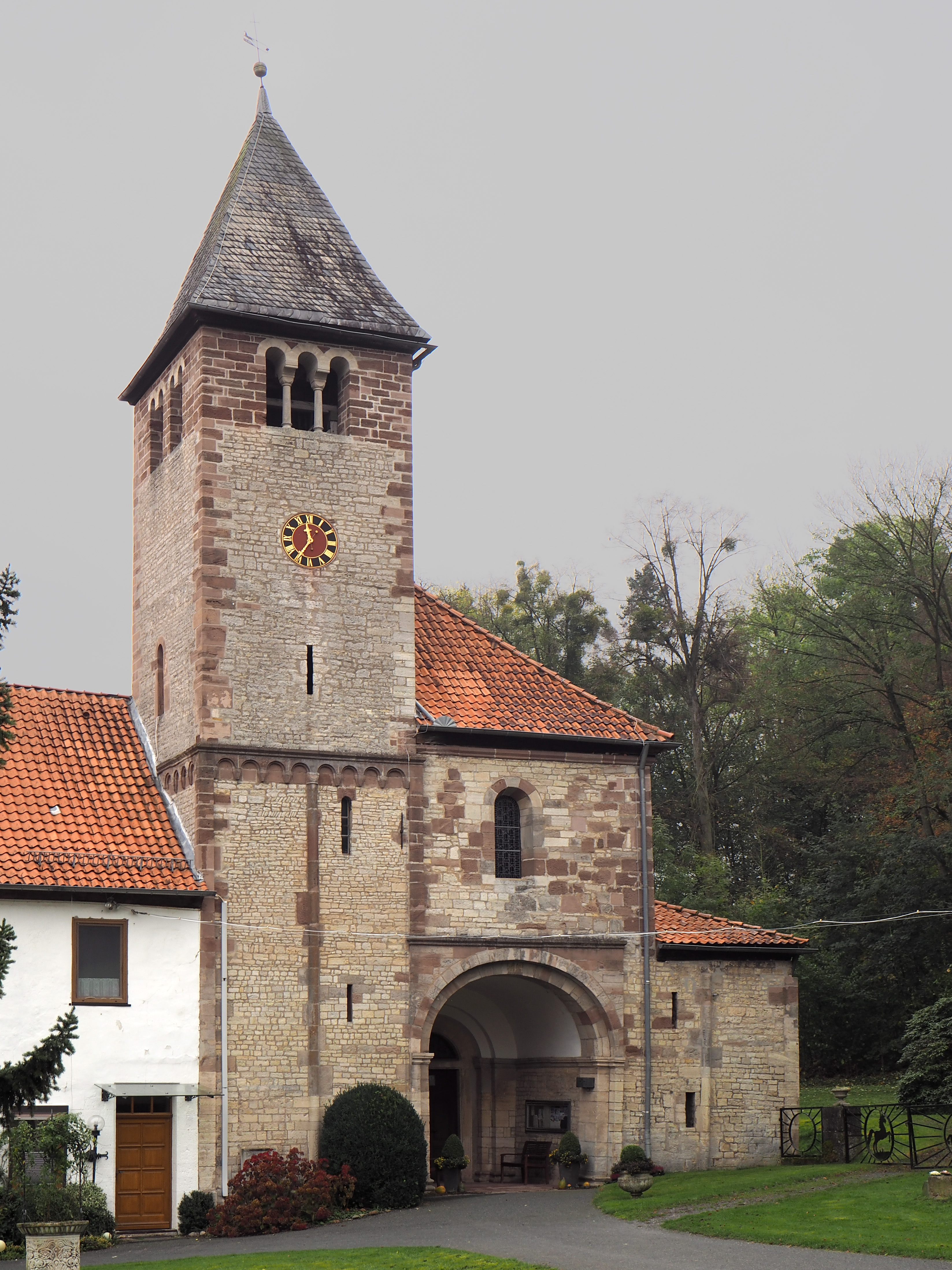
Kloosterkerk te Clus: westzijde, noordelijke toren, ingangsportaal
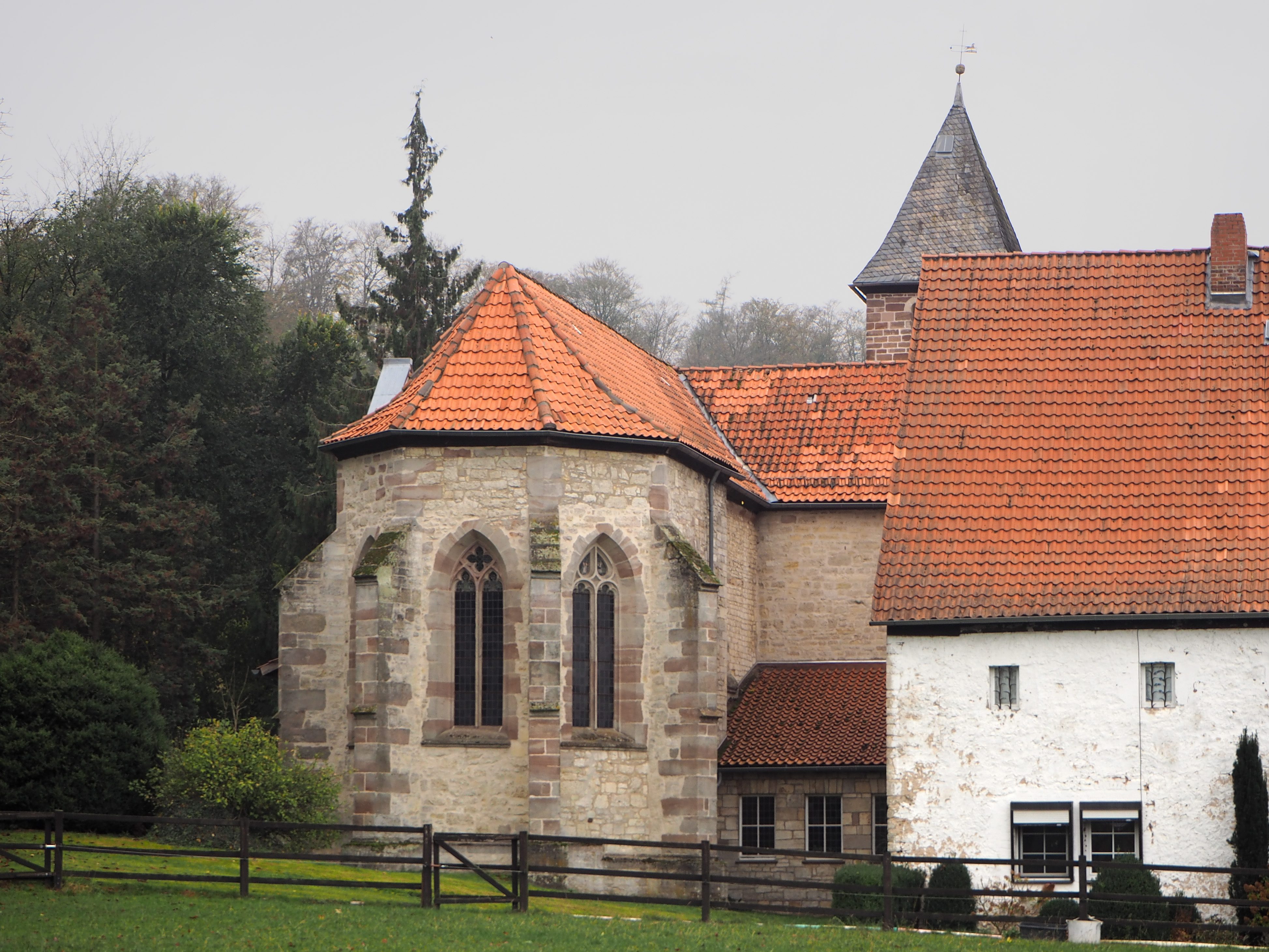
Idem, oostzijde
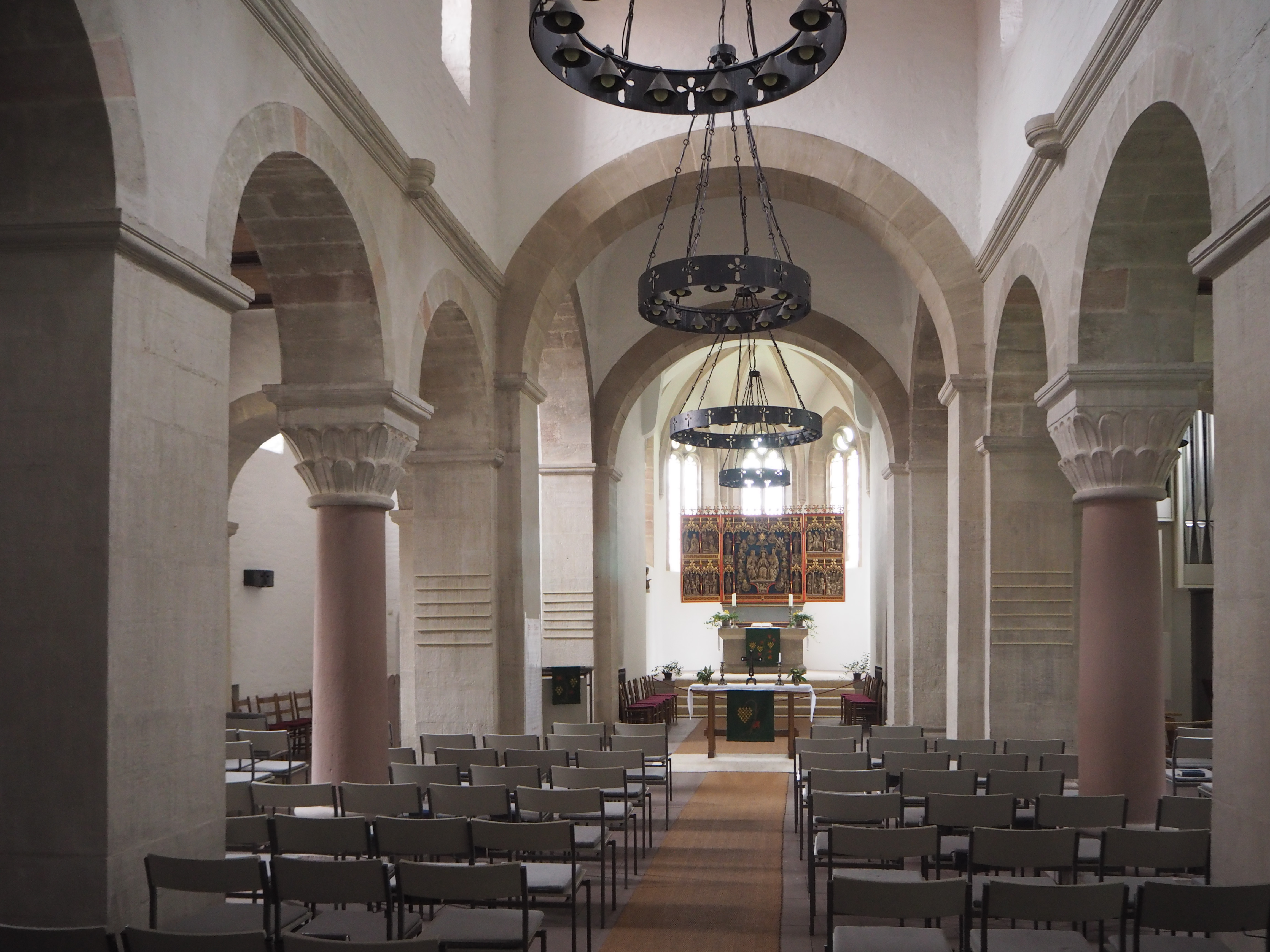
Idem, interieur
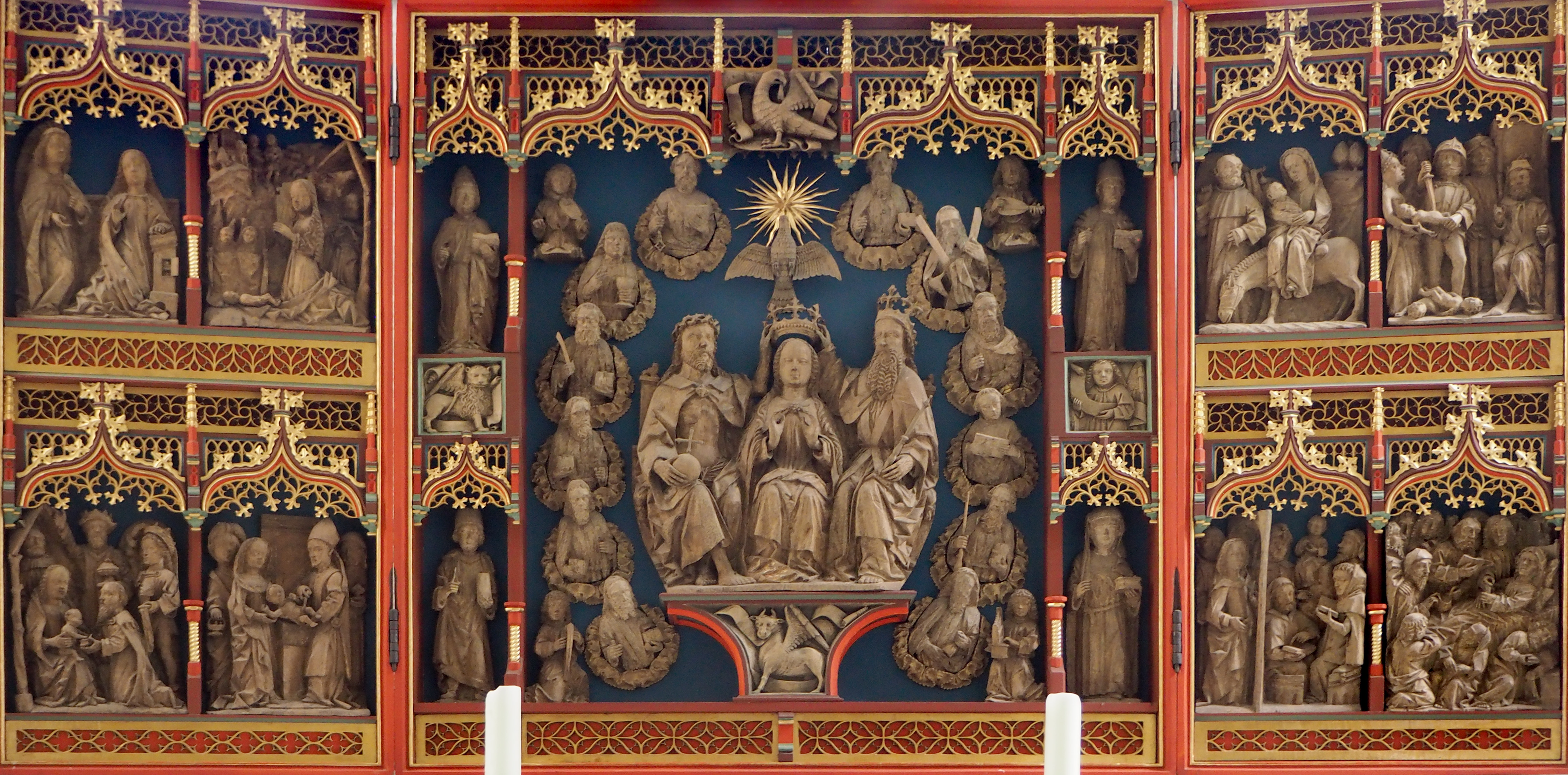
Idem, altaarstuk uit 1487 Kroning van de H. Maagd

- Gemeinsame Normdatei: 4391960-1
- Virtual International Authority File: 244267538